# Tom Leppard
Tom Leppard, né le 14 octobre 1935 à Woodbridge dans le Suffolk et mort le 12 juin 2016 à Inverness. Cependant, il reste un certain mystère sur sa date de naissance et son enfance. Il pourrait être né le 14 octobre 1935 à Londres ou dans le Suffolk.

## Biographie
Il a été reconnu par le Livre Guinness des records comme l'homme le plus tatoué au monde ; il s'est fait tatouer 99,9 % de son corps. Cependant, en 2006, il a perdu ce titre au profit de Lucky Diamond Rich considéré comme tatoué à 100 % étant donné qu'il a tatoué aussi l'intérieur de son prépuce, de sa bouche et de ses oreilles.
Après avoir passé 28 années dans l'armée, il ne pouvait plus vivre avec des gens ordinaires. Il dit « avoir voulu être le plus grand de quelque chose, l'unique de quelque chose. C'est un seul et unique tatouage ». Il a décidé de devenir Tom et a choisi le motif léopard, faisant tatouer sa peau en jaune safran avec des taches brunes. Pour ses tatouages qui ont été faits sur 18 mois dans les années 1980, il a dépensé un total de 7 000 dollars soit 5 500 £. Il dit avoir constaté que les genoux, les chevilles et les coudes sont les parties les plus douloureuses à tatouer.
De 1987 à 2008, il a vécu dans un petit abri qu'il a construit pour lui-même sur l'île de Skye, avant d'habiter dans une maison de l'île et, plus récemment, un foyer de soins à Inverness, où il est mort le dimanche 12 juin 2016, âgé de plus de 80 ans.